# Непочоловиці
Непочоловиці (пол. Niepoczołowice) — село в Польщі, у гміні Ліня Вейгеровського повіту Поморського воєводства.
Населення — 645 осіб (2011).
У 1975-1998 роках село належало до Гданського воєводства.

## Демографія
Демографічна структура станом на 31 березня 2011 року:
|          | Загалом | Допрацездатний вік | Працездатний вік | Постпрацездатний вік |
| -------- | ------- | ------------------ | ---------------- | -------------------- |
| Чоловіки | 331     | 90                 | 217              | 24                   |
| Жінки    | 314     | 86                 | 180              | 48                   |
| Разом    | 645     | 176                | 397              | 72                   |